# 安政江戸地震
安政江戸地震（あんせいえどじしん）は、安政2年10月2日（1855年11月11日）午後10時ごろ、関東地方南部 で発生したM7クラスの地震である。世にいう安政の大地震（あんせいのおおじしん）は、特に本地震を指す ことが多く、単に江戸地震（えどじしん）とも呼ばれる。
南関東直下地震の一つかと考えられている。

## 地震の概要
特に強い揺れを示したのは隅田川東側（江東区）であった。隅田川と江戸川に挟まれた沖積地が揺れを増幅したものと考えられる。震度6以上の揺れと推定されるのは江戸付近に限られる一方で、震度4以上の領域は東北地方南部から東海地方まで及ぶ。
近代的な観測がなされる前（明治17年以前）に発生した歴史地震であるため、その震源やメカニズムについては諸説があり、各地の地震被害資料や前兆現象の記録などから、北アメリカプレート内部の内陸地殻内地震（大陸プレート内地震）、北米プレートに沈み込むフィリピン海プレートによるプレート境界地震、フィリピン海プレート内部のスラブ内地震、北米プレートに沈み込む太平洋プレートによるプレート境界地震などと推定されている。震源は東京湾北部・荒川河口付近、または千葉北西部と考えられている。
震源の深さについても諸説あり、深さ約40km以下の浅い場所で発生したM6.9の地震とするもの、フィリピン海プレート上面で発生したプレート境界型地震、古記録から初期微動の継続時間が約10秒と読み取れることから深さ100km程度、などである。
東京湾北部の市川市付近で深さ70kmのフィリピン海プレートに関係するものだとされた。
震度分布を東北や北信越まで広げて分析した結果、フィリピン海プレート内部地震である2005年の千葉県北西部地震（深度74キロメートル、M6）と類似点が大きく、同地震での深度を約60キロメートルでM7と設定してシミュレーションした時、隅田川河口付近の活断層を震源とした場合では生じてしまう関東各地の震度分布の不整合が克服され、文献等の記録とほぼ一致するなどの報告がある。

## 規模
河角廣は現・足立区付近（北緯35.8°、東経139.8°）に震央を仮定しMK = 4としてマグニチュード M = 6.9を与えていた。宇佐美(2003)は M = 7.0-7.1としている。引田(2001)は強震動のシミュレーションから M = 7.4が妥当としている。

## 被害の状況
この地震に関する古記録は江戸時代末期であったため、歴史地震としては非常に多く残されている。
| 街道                                                      | 推定震度 |
| --------------------------------------------------------- | --- |
| 畿内                                                      | 京都(e), 池田(e), 大坂(E) |
| 武蔵国                                                    | 半蔵門(6), 四谷(6), 小川町(6), 大名小路(6), 神田(6), 湯島(6), 三田(6), 築地(6), 亀有(6), 大谷田(6), 三峰(E), 青梅(4), 五日市(4), 八王子(E), 日野(E), 田無(4), 小野路(E), 草加(6), 彦糸(6), 越谷(5), 所沢(4), 秩父(E), 小瀬戸(E), 毛呂山(5), 川越(5), 志木(6), 蕨(6), 浦和(6), 大宮(5), 桶川(5), 鴻巣(5), 吹上(6), 熊谷(5), 幸手(6), 栗橋(6), 鶴見(6), 神奈川(6)                                                   |
| 東海道                                                    | 高萩(E), 上出島(6), 三村(6), 大野(5), 銚子(e), 鏑木(E), 布川(6), 布佐(6), 我孫子(5), 松戸(6), 佐倉(5), 成田(5), 成東(5), 部田(5), 若山(E), 勝浦(5), 房総陣屋(5), 木更津(6), 袖ヶ浦(6), 鶴巻(6), 鷺沼(5), 上宮田(6), 材木座(6), 戸塚(5) - 藤沢(6) - 平塚(5), 上溝(5), 勝沼(E), 甲府(E), 茶畑(E), 箱根(5), 足柄(4), 網代(E), 下田(E), 新島(5), 沼津(e), 府中(e), 新居(e), 豊川(E), 豊橋(e), 西尾(e), 津(e), 伊勢(e) |
| 東山道                                                    | 八戸(e), 青森(e), 弘前(e), 横手(e), 大石田(e), 長井(e), 石巻(E), 仙台(e), 福島(E), 会津(S), 守山(S), 矢吹(4-5), 那須(E), 宇都宮(E), 日光(5), 天明(4-5), 赤城(5), 永井(E), 長野(E), 上田(5), 臼田(E), 諏訪(E), 駒ヶ根(e), 馬籠(E), 下条(e), 上石津(e), 近江八幡(e) |
| 北陸道                                                    | 新発田(E), 分水(e), 見附(e), 馬屋(e), 糸魚川(e), 氷見(e), 大野(e) |
| 山陰道                                                    | 宮津(E) |
| 山陽道                                                    | 岡山(e), 笠岡(e) |
| S: 強地震(≧4), E: 大地震(≧4), M: 中地震(2-3), e: 地震(≦3) | |

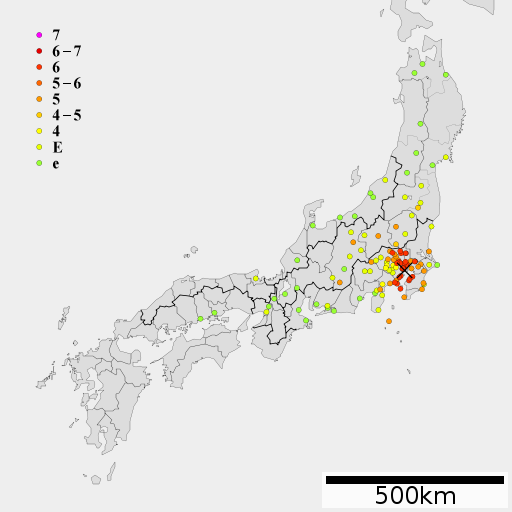
安政江戸地震の震度分布

被災したのは江戸を中心とする関東平野南部の狭い地域に限られたが、大都市江戸の被害は甚大であった。被害は軟弱地盤である沖積層の厚みに明確に比例するもので、武蔵野台地上の山手地区や、埋没した洪積台地が地表面のすぐ下に伏在する日本橋地区の大半や銀座などでは、大名屋敷が半壊にとどまることなどから震度5強程度とみられ、被害は少なかったが、下町地区、とりわけ埋立ての歴史の浅い隅田川東岸の深川や浅草の吉原などでは、震度6弱以上と推定され、甚大な被害を生じた。また、日比谷から西の丸下、大手町、神田神保町といった谷地を埋め立てた地域でも、大名屋敷が全壊した記録が残っているなど、被害が大きく、震度6弱以上と推定されている。また福井県や大阪府で震度4から5と見られる揺れがあり、異常震域があったと考えられる。

### 犠牲者
死者は町方において10月6日の初回の幕府による公式調査では4,394人、10月中旬の2回目の調査では4741人であり、倒壊家屋14346戸とされている。またこれに寺社領、より広い居住地を有し特に被害が甚大であった武家屋敷を含めると死者は1万人くらいであろうとされる。
『破窓の記』には「今度の地震､山川高低の間､高地は緩く､低地は急なり。その体､青山､麻布､四谷､本郷､駒込辺の高地は緩にて､御曲輪内､小川町､小石川､下谷､浅草､本所､深川辺は急なり。その謂れ､自然の理有るべし。」とあり、当時から特に揺れの激しい地域の存在が認識されていた。

### 火災
地震直後に30余箇所から出火、朝から小雨で微風であったため大規模な延焼は起きず翌日の午前10時頃には鎮火したが 1.5 km2を焼失した、古い資料では焼失面積は2.2 km2とされている資料も存在するが、 1.5 km2と再計算された。旗本・御家人らの屋敷は約80%が焼失、全潰、半潰または破損の被害を受けた。亀有では田畑に小山や沼が出来、その損害は約3万石に上った。
小石川の水戸藩藩邸が倒壊して、水戸藩主の徳川斉昭の腹心で、水戸の両田と言われた戸田忠太夫、藤田東湖らが死亡した。また斉昭の婿である盛岡藩藩主南部利剛も負傷した。指導者を失った水戸藩は内部抗争が激化、安政7年（1860年）の桜田門外の変へとつながった。
江戸城や幕閣らの屋敷が大被害を受け、将軍家定は一時的に吹上御庭に避難した。江戸幕府は前年の安政東海・南海地震で被災した各藩に対する復興資金の貸付、復旧事業の出費に加えて、この地震による旗本・御家人、さらに被災者への支援、江戸市中の復興に多額の出費を強いられ、幕末の多難な時局における財政悪化を深刻化させた。

## 津波
津波が起きたとする記録は無いが、地震動によって誘発されたと思われる川や溝の水が揺れ、はね上がる現象は生じていたと思われる。

## 余震
『安政見聞誌』や『破窓の記』などには江戸各所の被害が詳細に記録され、地震当日から10月中の約一か月間の余震がその強さに応じて黒丸（夜）および白丸（昼）の大きさで表示され、余震回数が日時の経過とともに減少していく様子が窺える。『なゐの日並』には日記形式で11月中頃まで余震が記録されている。ここで夜とは、翌朝の夜明けまでを指す。時刻についての詳細は十二時辰を参照。
| 二日       | ●四時 ●四過 ●九半 ●八時 ●八半 ●七時 ●七過 ●同 ●七半 ●七半 |
| 三日       | ○九時 ○七時 ●五時 ●四時 ●八時                             |
| 四日       | ○八半 ○七過 ●九半 ●八半過 ●八過                           |
| 五日       | ○六時 ○八時 ●六時 ●九時 ●九半 ●八過 ●七時 ●七過           |
| 六日       | ○六時 ○四時 ○七時 ●九時 ●八時 ●七半                       |
| 七日       | ○四時 ○七時 ●六過 ●五過 ●九過                             |
| 八日       | ○七時 ●六過 ●九半 ●七過                                   |
| 九日       | ○五時 ●四過 ●七過                                         |
| 十日       | ○六過 ●六過                                               |
| 十一日     | ○八時 ●四過 ●九半                                         |
| 十二日     | ○八半                                                     |
| 十三日     | ○五半過 ●四過                                             |
| 十四日     | ○四過 ●五半 ●七時                                         |
| 十五日     | ○七過 ●七時                                               |
| 十六日     | ○六時 ○八過 ●四時 ●九時                                   |
| 十七日     | ○八半 ●四過 ●八時                                         |
| 十八日     | ●九過今夜雷雨                                             |
| 十九日     | ●六過 ●四時                                               |
| 廿日       | ●八半過                                                   |
| 廿一日     | ○六時 ○五時                                               |
| 廿二日     | ○五半                                                     |
| 廿三日     | 無                                                        |
| 廿四日     | ●五半                                                     |
| 廿五日     | ○七過                                                     |
| 廿六日     | ○七過 ●八過                                               |
| 廿七日     | ○九過                                                     |
| 廿八日     | ●四時                                                     |
| 廿九日晦日 | ●九時                                                     |

## 影響

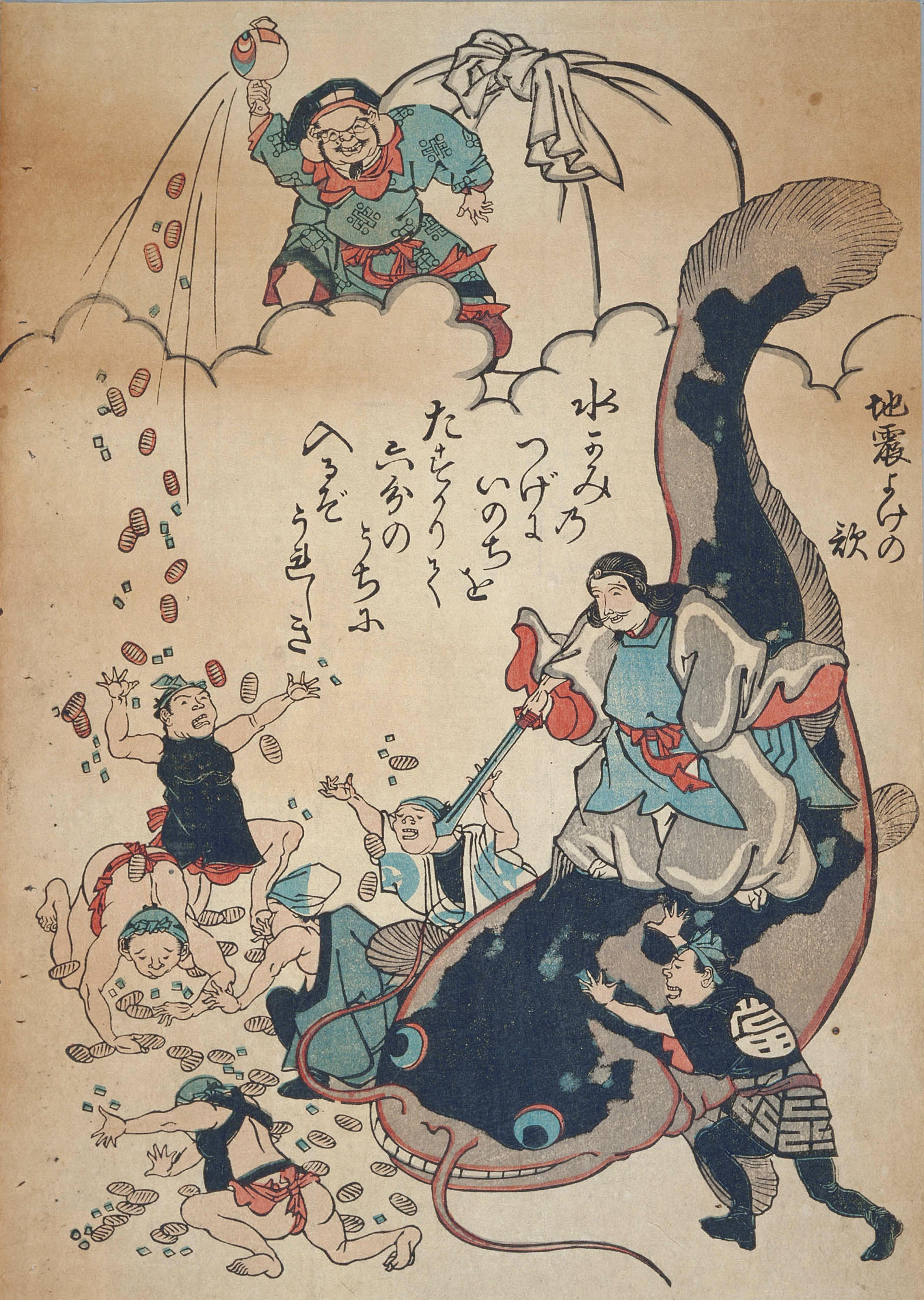
安政の大地震後に流行した鯰絵

被害情報を伝える瓦版が発行され、風刺画の鯰絵なども刊行された。復旧事業が一時的な経済効果になったとも言われる。地震後には夥しい数の瓦版や鯰絵が巷に出回り、よく売れたとする記録が少なくない（『武江地動之記』『なゐの日並』など）。瓦版には市民の情報獲得に対する欲求を満たす役割があり、中には国元の縁者に親子兄弟の安否を刷り込み知らせるもの、地震の発生を歓迎するような詞書が添えられているものもあり、災害が世の乱れを糺すべく天が凶兆を以て警告するのだとする思想が当時は依然として根強く残っていた。
『安政見聞誌』には、地震当日の夜五つ時頃（20時頃）、「浅草御蔵前通大墨」という眼鏡屋が所有する3尺余（約1m）の磁石に吸付いていた古釘、古錠など金物が悉く落下し、地震後に再び鉄を吸付ける力を回復したとある。この現象を元に、佐久間象山が大地震を予知する地震予知器を開発している。地震の予兆について人々から聞いた話を元に作成され、原理としては磁石の先端に火薬が付けられ、大地震が来る前にはその火薬が下に落ちるとするものであったという。死者の無料埋葬、米の配給、物価抑制のための公定上限価格の設定なども行われた。

## 安政年間の地震
安政年間は日本で多くの大地震が発生した時代である。安政江戸地震発生の前年である安政元年11月4日（1854年12月23日）には安政東海地震(M8.4)、その約32時間後に安政南海地震(M8.4)が発生しており、安政江戸地震と合わせて「安政三大地震」と呼ばれる。また、安政南海地震の二日後には豊予海峡地震(M7.4)も起きている。この他にも安政年間には安政元年6月15日（1854年7月9日）に伊賀上野地震(M7.4)、安政2年2月1日（1855年3月18日）に飛騨地震(M6.8)、安政5年2月26日（1858年4月9日）に飛越地震(M6.7)が発生している。
ただし、伊賀上野地震（安政伊賀地震）・安政東海地震・安政南海地震・豊予海峡地震は「安政」への改元前に発生した地震である。これらの地震や黒船来航、内裏炎上などの災異が相次いだため、11月27日に「嘉永」から「安政」へ改元された。

### 史料
- 「安政見聞誌」
  - 早稲田大学図書館
  - 日本社会事業大学附属図書館デジタル・ライブラリー
- 『安政見聞録』安政3年6月刊
- 震災予防調査会編『大日本地震史料』下巻、丸善、1904年
- 武者金吉『日本地震史料』 毎日新聞社、1951年
- 東京大学地震研究所『新収 日本地震史料 五巻 別巻二－一 安政二年十月二日』日本電気協会、1987年
- 東京大学地震研究所『新収 日本地震史料 続補遺別巻』日本電気協会、1994年

### 研究
- 相田勇、1855年安政江戸地震が津波を伴った可能性 地震 第2輯 1996年 49巻 1号 p.55-63, doi:10.4294/zisin1948.49.1_55
- 宇佐美龍夫(1977)、「新史料による安政江戸地震の調査」 東京大学地震研究所彙報，1977年 51巻 3-4号, p.209-230, hdl:2261/12617
- 宇佐美龍夫 『最新版 日本被害地震総覧』 東京大学出版会、2003年
- 福和伸夫“19世紀後半、黒船、地震、台風、疫病などの災禍をくぐり抜け、明治維新に向かう”. Yahoo!ニュース. (2020年8月24日) 2020年12月3日閲覧。
- 知野泰明「近世の災害2」/ 北原糸子編著『日本災害史』吉川弘文館 2006年
- 東京都 東京都立図書館: 安政の大地震大火絵図
- 花咲一男 『大江戸ものしり図鑑』 主婦と生活社、2007年
- 災害教訓の継承に関する専門調査会報告書 平成16年3月 1855 安政江戸地震 内閣府
- 中村操、松浦律子：1855年安政江戸地震の被害と詳細震度分布 (PDF)  歴史地震研究会 歴史地震26号(2011)33-64頁
- 佐藤智美、経験的グリーン関数法に基づく1855年安政江戸地震の広帯域震源モデルと首都圏及び広域での強震動の推定 日本建築学会構造系論文集 2016年 81巻 727号 p.1423-1433, doi:10.3130/aijs.81.1423
- 大竹政和(1980) 大竹政和(1980): 関東・東海地域のテクトニクスの統一モデルと南関東直下の地震の発生メカニズム, 防災科学技術, 41, 1-7., NAID 110004875051
- 萩原尊礼:江戸-東京の直下地震-古地震から探る, 地震予知総合研究振興会『東京直下地震』毎日新聞社、1991年
- 中村亮一(2007): 関東地域の三次元減衰構造・異常震域とそれに基づく1855年安政江戸地震の震源深さの推定 (PDF) , 歴史地震, 第22号, 101-107.
- 「安政江戸地震」のメカニズム解明 清水建設技術研（日本経済新聞 2016年8月22日閲覧）
- 河角廣(1951) 「有史以來の地震活動より見たる我國各地の地震危險度及び最高震度の期待値」 東京大學地震研究所彙報 第29冊 第3号, 1951.10.5, pp.469-482, hdl:2261/11692
- 引田智樹、工藤一嘉(2001)：「経験的グリーン関数法に基づく1855年安政江戸地震の震源パラメーターと地震動の推定」 日本建築学会構造系論文集 2001年 66巻 546号 p.63-70, NAID 110004304069, doi:10.3130/aijs.66.63_3
- 報告書（1855 安政江戸地震） 防災情報のページ - 内閣府
- 中村操, 松浦律子(2011): 1855年安政江戸地震の被害と詳細震度分布 (PDF)  歴史地震, 第26号, 33-64.
- 中村操， 茅野一郎， 唐鎌郁夫(2002): 安政江戸地震（1855/11/11）の江戸市中の被害 (PDF)  歴史地震, 第18号, 77-96.
- 宇津徳治、嶋悦三、吉井敏尅、山科健一郎 『地震の事典』 朝倉書店、2001年
- 石橋克彦 『大地動乱の時代 -地震学者は警告する-』 岩波新書
- 中村操, 松浦律子, 白石睦弥(2006): [講演要旨]安政江戸地震について (PDF)  歴史地震, 第21号, 61-62.
- 北原糸子『安政大地震と民衆』三一書房、1983年 ISBN 978-4642063920
- 都司嘉宣『千年震災』ダイヤモンド社、2011年 ISBN 978-4478016114
- 湯村哲男(1969)、湯村哲男(1969) 本邦における被害地震の日本暦について 地震 第2輯 1969年 22巻 3号 p.253-255, doi:10.4294/zisin1948.22.3_253

## 関連文献
- 都司嘉宣：安政江戸地震(1855)による建造物被害分布の特徴 (PDF)
- 望月利男、荏本孝久：1855年安政江戸地震における関東地方の震度分布に関する研究 総合都市研究第23号(1984) (PDF)
- 小さな資料室 笠亭仙果著「なゐの日並」 - ウェイバックマシン（2019年3月30日アーカイブ分） - 笠亭仙果著。震災後45日間の江戸の様子を記した日記
- 荒川秀俊編著『実録 大江戸壊滅の日』教育社 1982年　ISBN B000J7LC74
- 野口武彦『安政江戸地震 災害と政治権力』ちくま新書 1997、ちくま学芸文庫 2004年
- 北原糸子『日本災害史』吉川弘文館　2006年　ISBN　9784642079686